# 1999 في إيطاليا
فيما يلي قوائم الأحداث التي وقعت خلال عام 1999 في إيطاليا.

## سياسة

### تعيين في المنصب
- 10 مايو – ماتيو سالفيني member of City Council  [لغات أخرى]‏.
- 15 مايو – أوسكار لويجي سكالفارو عضو مجلس الشيوخ مدى الحياة.
- 18 مايو – كارلو أزيليو تشامبي رئيس إيطاليا.
- 22 ديسمبر – سيرجيو ماتاريلا وزير الدفاع  [لغات أخرى]‏.

### انتهاء فترة المنصب
- 1 يناير – فرانكو بساني Director of the Scuola Normale Superiore ‏.
- 15 مايو – أوسكار لويجي سكالفارو رئيس إيطاليا.
- 20 نوفمبر – أمنتوري فانفاني عضو مجلس الشيوخ مدى الحياة.
- 21 ديسمبر – سيرجيو ماتاريلا نائب رئيس مجلس الوزراء الإيطالي [الإنجليزية]‏.

## رياضة
- 1 يناير – ميلان-سان ريمو 1999 الفائزون إريك تسابل، زبيغنيو سبروك، أندريه تشميل.

## أفلام
من الأفلام التي صدرت هذه السنة في إيطاليا:
- 1 يناير – حلم ليلة منتصف الصيف من إخراج مايكل هوفمان.
- 28 أكتوبر – الأسطورة 1900 من إخراج جيوزبي تورنتوري.
- 20 ديسمبر – الحياة جميلة من إخراج روبيرتو بينيني.

## مواليد

### فبراير
- 25 فبراير – جانلويجي دوناروما لاعب كرة قدم إيطالي.

### سبتمبر
- 11 سبتمبر – دافيدي بيزولي متسابق دراجات نارية إيطالي.

### أكتوبر
- 16 أكتوبر – نيكولو بولجا
- 21 أكتوبر – ماتيو غابيا

## وفيات

### يناير
- 11 يناير – فابريتسيو دي أندريه (مواليد 1940)
- 19 يناير – ماريو جنتيلي (مواليد 1913) درّاج طريق إيطالي.

### مارس
- 28 مارس – فرانكوغاسباري (مواليد 1948) ممثل إيطالي.

### يونيو
- 15 يونيو – فاوستو بابيتي (مواليد 1923) موسيقي إيطالي.

### أغسطس
- 10 أغسطس – جوزيبي دلفينو (مواليد 1921) مسايف إيطالي.

### سبتمبر
- 9 سبتمبر – ماركو بابا (مواليد 1958) متسابق دراجات نارية إيطالي.

### أكتوبر
- 11 أكتوبر – أدريانو باسيتو (مواليد 1925) لاعب كرة قدم إيطالي.

### نوفمبر
- 20 نوفمبر – أمنتوري فانفاني (مواليد 1908) دبلوماسي إيطالي.

### ديسمبر
- 4 ديسمبر – نيلدي يوتي (مواليد 1920) سياسية إيطالية.